# Saint-Jeoire-Prieuré
Saint-Jeoire-Prieuré is een gemeente in het Franse departement Savoie (regio Auvergne-Rhône-Alpes). De plaats maakt deel uit van het arrondissement Chambéry. Saint-Jeoire-Prieuré telde op 1 januari 2022 1.965 inwoners.

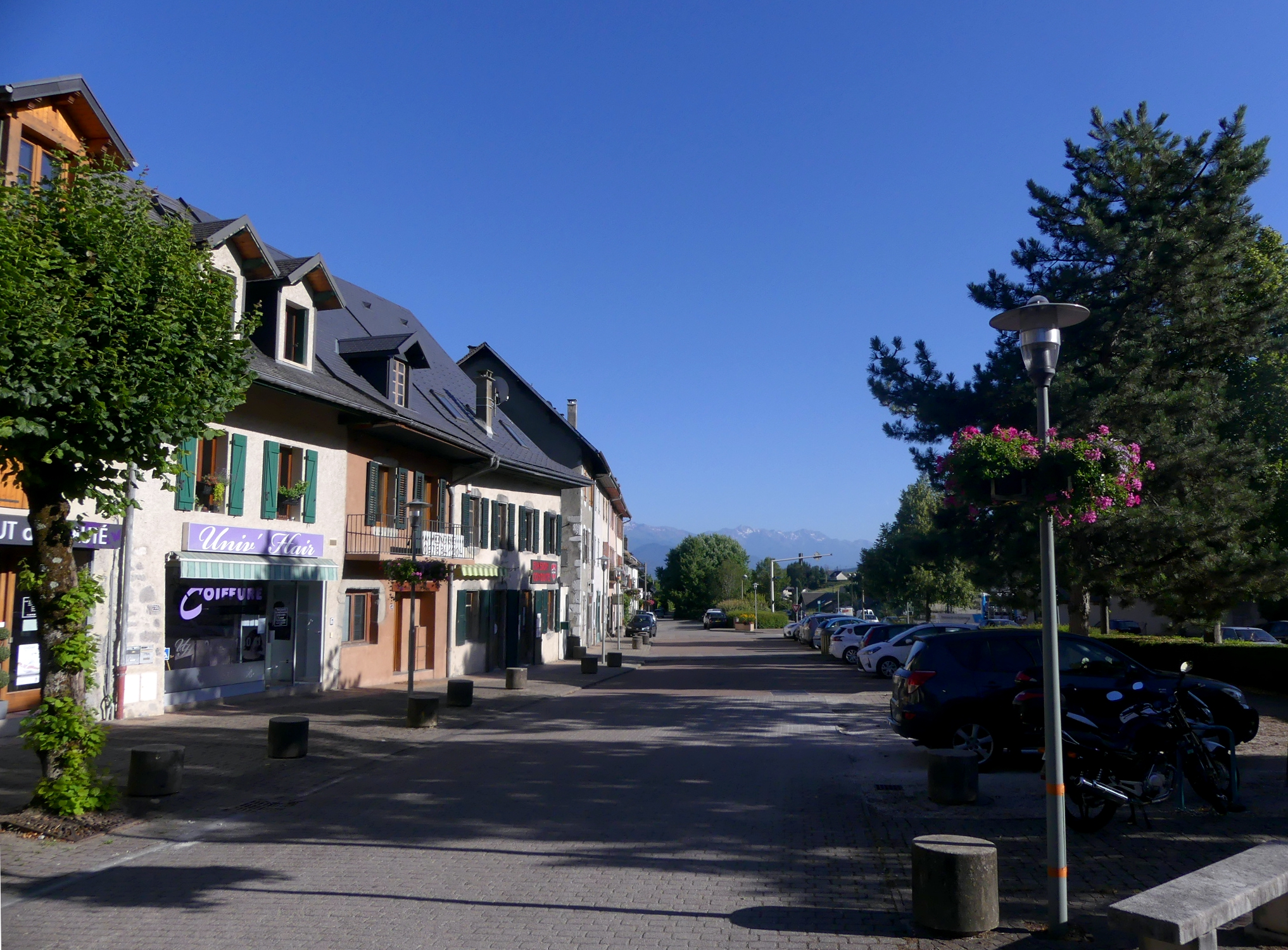
Centrum
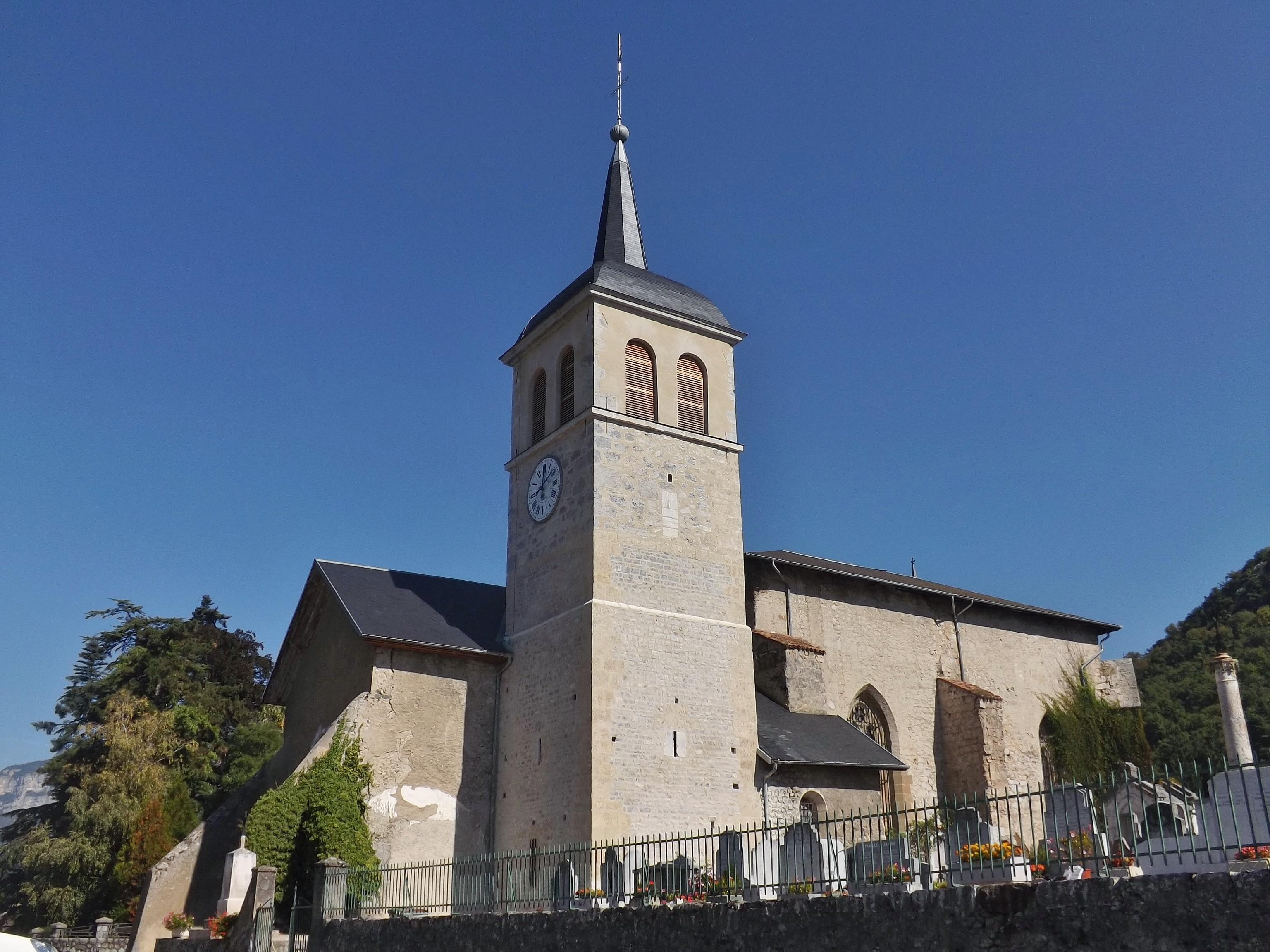
Kerk van St-Jeoire-Prieuré

## Geografie
De oppervlakte van Saint-Jeoire-Prieuré bedroeg op 1 januari 2022 5,34 vierkante kilometer; de bevolkingsdichtheid was toen 368 inwoners per km².

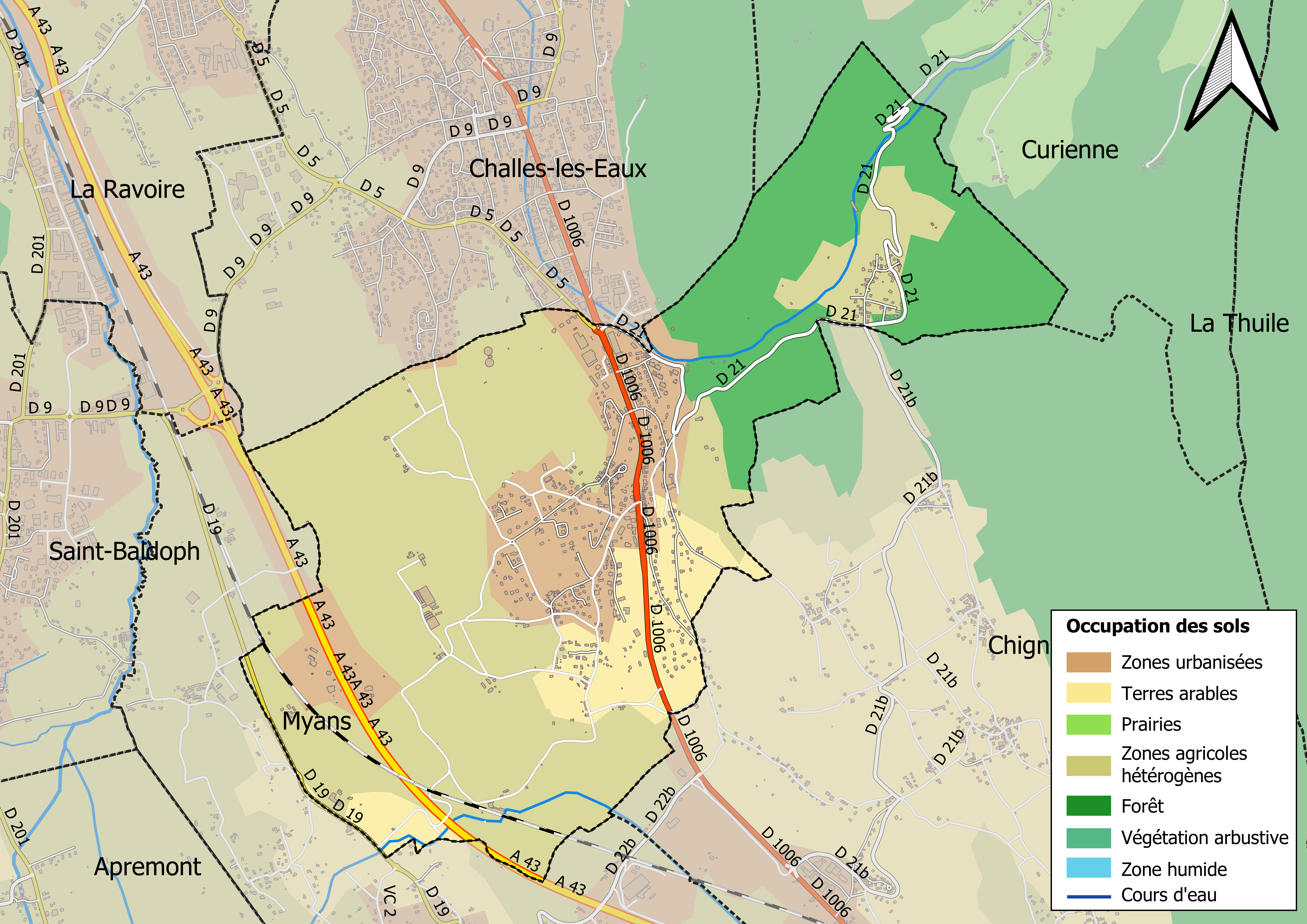
Kaart van de gemeente met de belangrijkste infrastructuur, bodemgebruik en omliggende gemeenten

## Demografie
Onderstaande figuur toont het verloop van het inwonertal (bron: INSEE-tellingen).